# Reginald Maudling
Reginald Maudling (* 17. März 1917 in London; † 14. Februar 1979 ebenda) war ein britischer Politiker der Conservative Party.

## Biografie
Während des Zweiten Weltkrieges war er Privatsekretär von Luftfahrtminister Sir Archibald Sinclair. Nach dem Ende des Zweiten Weltkrieges wurde er Ökonom in der Forschungsabteilung (Research Department) der Conservative Party und arbeitete dort mit Iain Macleod und Enoch Powell zusammen.
Seine eigene politische Laufbahn begann, als er bei den Wahlen 1950 zum Mitglied des Unterhauses (House of Commons) im Wahlkreis Barnet gewählt wurde.
1952 wurde er in der Regierung von Premierminister Winston Churchill zunächst Parlamentarischer Sekretär im Ministerium für Zivilluftfahrt und noch im gleichen Jahr Wirtschaftssekretär im Schatzamt (Treasury). Im April 1955 berief ihn Churchills Nachfolger als Premierminister Anthony Eden zum Versorgungsminister.
Im Januar 1957 wurde er Generalzahlmeister (Paymaster General) im Kabinett von Premierminister Harold Macmillan und war gleichzeitig Leiter des OEEC-Regierungsausschusses für die Beratungen über die europäische Freihandelszone. Im Rahmen einer Kabinettsumbildung erfolgte nach der Unterhauswahl von 1959 seine Berufung zum Präsidenten des Handelsamtes (Board of Trade). Als ihm in dieser Funktion wegen der unnachgiebigen Haltung Frankreichs nicht der Beitritt Großbritanniens zum Gemeinsamen Europäischen Markt der Europäischen Wirtschaftsgemeinschaft (EWG) gelang, gehörte er zu den maßgeblichen Förderern der Europäischen Freihandelsassoziation (EFTA), die am 4. Januar 1960 in Stockholm gegründet wurde. Im Rahmen einer weiteren Regierungsumbildung wurde er 1961 als Nachfolger von Iain Macleod zunächst Kolonialminister (Secretary of State for the Colonies) und dann 1962 Schatzkanzler und Lord High Treasurer.
Diese Ämter behielt er auch, nachdem 1963 Alec Douglas-Home Macmillans Nachfolger als Premierminister wurde. Als Schatzkanzler bemühte er sich um die Erreichung eines Wirtschaftswachstums, allerdings führte das enorme Handelsdefizit von rund 800 Millionen Pfund letztlich zur Niederlage der Konservativen bei den Unterhauswahlen 1964.
Nach dem Rücktritt von Douglas-Home als Vorsitzender der Conservative Party kandidierte Maudling wie auch Enoch Powell als dessen Nachfolger, unterlag aber Edward Heath bei der Wahl in der Unterhausfraktion.
In der Folgezeit war er in der Privatwirtschaft tätig. Zwischen 1965 und 1970 war er Berater des Unternehmers Sir Eric Miller, der 1977 Selbstmord beging. 1969 war er Vorsitzender der Investmentgesellschaft des Hochstaplers Jerome Hoffman, trat jedoch 17 Monate vor dem Zusammenbruch der Firma zurück. Darüber hinaus war er Gesellschafter des Architekturbüros von John Poulson, der 1973 wegen Bestechung verurteilt wurde.
Als Heath im Juni 1970 nach den Unterhauswahlen Premierminister wurde, berief dieser Maudling zum Innenminister (Home Secretary). 1972 musste er jedoch zurücktreten, nachdem seine Verstrickung in die drei Finanzskandale um Hoffman, Poulson und Miller öffentlich bekannt wurde.
Nach der Wahlniederlage der Konservativen 1974 war er jedoch noch bis 1976 Außenminister im Schattenkabinett von Edward Heath, zog sich danach aus der Führungsposition zurück und gehörte noch bis zu seinem Tod dem Unterhaus als Hinterbänkler (back-bencher) an.